# フォルクスワーゲン・ポロ R WRC
フォルクスワーゲン・ポロ R WRC（Volkswagen Polo R WRC ）は、フォルクスワーゲンが2013年から2016年までWRC（世界ラリー選手権）で運用していた競技専用車（ワールドラリーカー）である。
本記事ではホモロゲーションモデルのポロ R WRC ストリートについても併せて記述する。

## 概要
1986年のグループB最終年に、一度だけ世界選手権が掛けられたグループAにおいて、ゴルフGTIによりタイトルを獲得したフォルクスワーゲン・モータースポーツだが、1990年を最後にWRCから姿を消していた。
2003年からダカール・ラリーに参戦し、レーストゥアレグで2009〜2011年のダカール・ラリーを3連覇した後、フォルクスワーゲンは2013年からのWRC復帰に向けて、新WRカー規定「S2000 WRC」に対応した本車を開発した。
テクニカル・ディレクターはルノーやプジョーのF1、スバルのWRC活動にも携わったフランソワ＝グザビエ・ドゥメゾン。F1チームのザウバーで技術部門の責任者であるテクニカルディレクターを長く務めたウィリー・ランプが指導に加わり、ダカール・ラリーで3年連続の優勝を果たしたフォルクスワーゲン・モータースポーツのエンジニアを中心に約17ヶ月を掛けて開発された。ライバル同様、ボディの幅を規定限界の1,820mmまで拡大し、外側に大きく張り出したオーバーフェンダーを持つ。
主なテストドライバーは2011年末でシトロエンから引き抜いてきたセバスチャン・オジェと、当時VWでダカール・ラリーに参戦していたカルロス・サインツ。参戦前はテスト無制限であることを利用して、シトロエン以上に潤沢な資金を投じて入念な準備を行った。プロトタイプマシンによる実戦での合計走行距離は4,800km、SSは120に及んだ。また年間2戦しか無い高地のために、わざわざメキシコまでマシンを持ち込んでテストを行ったことは関係者を驚かせた。さらにグループ傘下でポロの兄弟車にあたるシュコダ・ファビアのスーパー2000規定車両を用いて、チームオペレーションの習熟も行った。フォルクスワーゲン・モータースポーツ・チームの監督を務めるヨースト・カピートは、WRC会場でのインタビューに対して「出来る事は全て行った」と答えている。なおカピートの見通しは「初年度で優勝は難しい、タイトル争いは2015年からだ」と慎重であったが、上記のような念入りな準備に加えて強力なドライバー布陣、さらにはローブの引退も重なって、巷では2013年のデビュー前から「タイトル当確」と予想されていた。

## メカニズム
エンジンは、1.6 L直列4気筒ガソリン直噴エンジンにターボを組み合わせたTSIにターボラグを解消するアンチラグシステムが備わる。トランスミッションはフロアシフトの6速シーケンシャル、駆動方式はディファレンシャルギヤを介する4WDで、0 – 100 km/h加速は3.9秒となっている。最高出力は318 PSだが、レギュレーションで33 mm径のエアリストリクターの装着が義務付けられているため、300 PSに制限されている。
サスペンション設計思想としては、サスペンションストロークを短めに取り、フリクションの低減とターマックでのパフォーマンスを重視するシトロエン・DS3 WRCと、大胆な傾斜設計でサスペンションストロークを長めにとってグラベルでのパフォーマンスを重視するフォード・フィエスタ RS WRCのちょうと中間となる。ダンパーは市販車と同じくザックス製。

## 沿革
2011年5月、第5戦 サルディニアの会場にて2013年からの参戦が表明されスタディモデル（コンセプトモデル）が公開された。2012年12月8日、モナコでワールドプレミアを行い、全13戦に出場することを改めて発表、2013年1月15日から開催された第1戦のラリー・モンテカルロでデビューした。SS1でトップタイム、最終順位も2位と上々のスタートを切り、早くも第2戦のスウェーデンでは初優勝、その後もデビューイヤーを感じさせない安定感と速さを見せ、同年のドライバーズ及びマニファクチャラーズのダブルタイトルを獲得した。
2014年モデルは、デザインの変更とともにデビューイヤーとなった2013年に生じた課題がフィードバックされ、シャシーや駆動系の改良、電気系プログラムの一新により、更に信頼性が向上している。
2016年までセバスチャン・オジェ/ジュリアン・イングラシア組がドライバーズ/コドライバーズタイトルを4連覇、フォルクスワーゲンもマニュファクチャラーズを無傷の4連覇を達成し、2010年代中盤のWRCを完全に制圧した。特に2014年の13戦中12勝・勝率92.3％は、WRC史上年間最多勝利記録であり、最高勝率でもある。また4年間での合計53イベント中44勝はトヨタが1973～1999年の27年間でようやく記録できた勝利数よりも1勝多く、単一の車種による勝利数としても最高記録である。また通算勝率83.0%はかつてWRカー最強と言われたシトロエン・C4 WRCの64.2％をも圧倒しており、時代背景を差し引いて考えてもまさに破格の強さであった。
しかし栄華の終わりはコースの外からやってきた。ディーゼル不正問題の煽りを受けて、2016年11月にフォルクスワーゲンはWRCへのワークス参戦を終了することを電撃発表。2017年モデルがこの時点でほぼ完成していたため、プライベーターへのマシン供給の可能性が取り沙汰されたが、国際自動車連盟（FIA）が2017年モデルのホモロゲーションを2017年2月に却下したため、この可能性は潰えた。一方で2016年モデルについてはプライベーターへの供給が実現し、同年4月のオーストリア国内選手権を皮切りに、地方選手権で活躍した。
なお投入直前で幻となった2017年仕様は、現在フォルクスワーゲンモータースポーツのファクトリーに眠っているようで、2017年モンテカルロ用のリバリーを纏ったマシンが1台あることが明かされている。ディレクターのスベン・スミーツはこのマシンの公開を予定しており、元フォルクスワーゲンのセバスチャン・オジェ、ヤリ＝マティ・ラトバラ、アンドレアス・ミケルセンのいずれかが引退した後にデモランを行う可能性があることを示唆した。しかし2022年現在まで、実現には至っていない。

## ポロ R WRC ストリート
WRCでのホモロゲーションを取得するための市販モデルで、2,500台の限定モデルとして発売された。ヨーロッパでは2012年12月11日から受注を開始、納車は2013年9月以降となったが、日本では正規輸入されず、僅かな台数が並行輸入されたのみである。
エクステリアはブルーとグレーのストライプでワークスをイメージさせるカラーリングが施され、インテリアは、WRCの文字が刺繍された皮革とアルカンターラを組み合わせた専用スポーツシートを装備、ステアリングの表面素材もアルカンターラとなっている。競技車両と異なりオーバーフェンダーではないが、フロントパンパーに冷却効率向上のためスプリッター（整流板）やエアダクトが設けられるほか、リアには大型のルーフスポイラー、ディフューザーを装備。サスペンションの強化も施され、ホイールはターマック仕様と同径の18インチを装着する。
エンジンは、ゴルフVII用の2.0L 直列4気筒TSIで、最高出力は220PS、最大トルクは35.7kg·f、レッドゾーンは7,000rpmと、スペックはゴルフVIIのトップグレードと同一である。トランスミッションは6速MT。駆動方式は重量や価格を抑えるため4WDではなく2WDのFFを採用した。最高速度は243km/h、0-100km/hは6.4秒となっている。